# Aleksander Goldschmied
Aleksander Goldschmied (ur. 26 kwietnia 1906 w Krakowie, zm. 1995 w Izraelu) – profesor medycyny, lekarz, rektor Akademii Medycznej w Łodzi.

## Życiorys
Urodził się 26 kwietnia 1906 w Krakowie. Ukończył studia uzyskując tytuł doktora medycyny. Do 1939 był lekarzem w pensjonacie „Felicja” w Morszynie.
W 1940 był naczelnym lekarzem uzdrowiska w Uzbańsku na Ukrainie. W 1944 organizował I Klinikę Chorób Wewnętrznych w Lublinie. W 1948 był konsultantem wojewódzkim w dziedzinie chorób wewnętrznych. Później pełnił stanowisko kierownika Kliniki Chorób Wewnętrznych Akademii Lekarskiej i Akademii Medycznej w Łodzi, kierownika Katedry i Kliniki Chorób Zakaźnych AM, zaś od 1954 do 1955 był rektorem AM w Łodzi. Pełnił także funkcję dyrektora Zarządu Wyższych Szkół Medycznych Ministerstwa Zdrowia w 1955. Był członkiem Rady Naukowej Instytutu Balneologicznego Komitetu Polskiej Akademii Nauk. 
Prowadził badania nad glikemią oraz leczenia snem choroby wrzodowej żołądka i nadczynności tarczycy. 
W 1956 wyjechał z Polski do Izraela. 

## Publikacje
- Dlaczego snem można leczyć (1953)
- Leczenie ambulatoryjne choroby wrzodowej (1956)

## Ordery i odznaczenia
- Krzyż Oficerski Orderu Odrodzenia Polski (22 lipca 1952)[5]
- Medal 10-lecia Polski Ludowej (13 stycznia 1955)[6]